# Nasza walka z Żydami
Nasza walka z Żydami (ang. Our Struggle Against the Jews) – praca egipskiego filozofa islamskiego Sajjida Kutba z 1950. Była jednym z kluczowych dzieł definiujących antysemityzm muzułmański oraz czyniącą z antysemityzmu wyznacznik ruchów islamistycznych.

## Treść
W pracy Kutb czyni z Żydów symbol dominacji zachodniej nad światem muzułmańskim, a także źródło światowego zepsucia zagrażającego integralności islamu. Oskarża Żydów o tworzenie społeczeństwa dekadencyjnego. Mieli oni (poprzez teorie Karola Marksa) rozszerzać doktrynę ateistycznego materializmu, zaś w wyniku działań Zygmunta Freuda propagowali zwierzęcą seksualność. Krytykuje również socjologię w wydaniu Émile Durkheima. Kutb uważa w swej pracy, że Żydzi są z natury źli, a źródłem ich zła jest odwieczne sprzeciwianie się Bogu: Od takich kreatur, które zabijają, masakrują i zniesławiają proroków, można się spodziewać jedynie rozlewu krwi ludzkiej i podstępnych sztuczek, wspomagających ich machinacje i właściwe im zło. W wersji Kutba, Żydów cechuje m.in.: niewdzięczność, samolubność, fanatyzm, izolacjonizm, jak również permanentna nienawiść do wszystkich innych nie-Żydów. Żydzi żerują np. na katastrofach, na których zbijają majątki. Szerzą też podziały społeczne i niezgodę w narodach, by osiągnąć z tego profity. To właśnie światowy judaizm zastawił na ludzi pułapkę w postaci świeckich filozofii. Osłabia ona społeczeństwo, zaciera granice wcześniej wyznaczone przez wiarę i ułatwia Żydom wnikanie do poszczególnych krajów ze swoją satanistyczną działalnością lichwiarską. Działalność ta ma przekazać owoce całego ludzkiego trudu w ręce wielkich, lichwiarskich, żydowskich instytucji finansowych. Ukoronowaniem żydowskich spisków przeciw samemu islamowi ma być natomiast syjonizm. Adolf Hitler był w jego mniemaniu osobą wysłaną przez Boga, do rozprawienia się z Żydami.